# 저스티스 크루
저스티스 크루(Justice Crew)는 오스트레일리아의 팝 음악 그룹이다. 처음에는 9명으로 구성되었으나, 2명은 탈퇴했으며, 현재는 7명만 남아있으며 활동 중이다.

## 기타
렌 존 루엘라 피어스(Len John Ruela Pearce), 존 렌 루엘라 피어스(John Len Ruela Pearce)이 둘은 형제나 친척이다.